# Dwingeloo

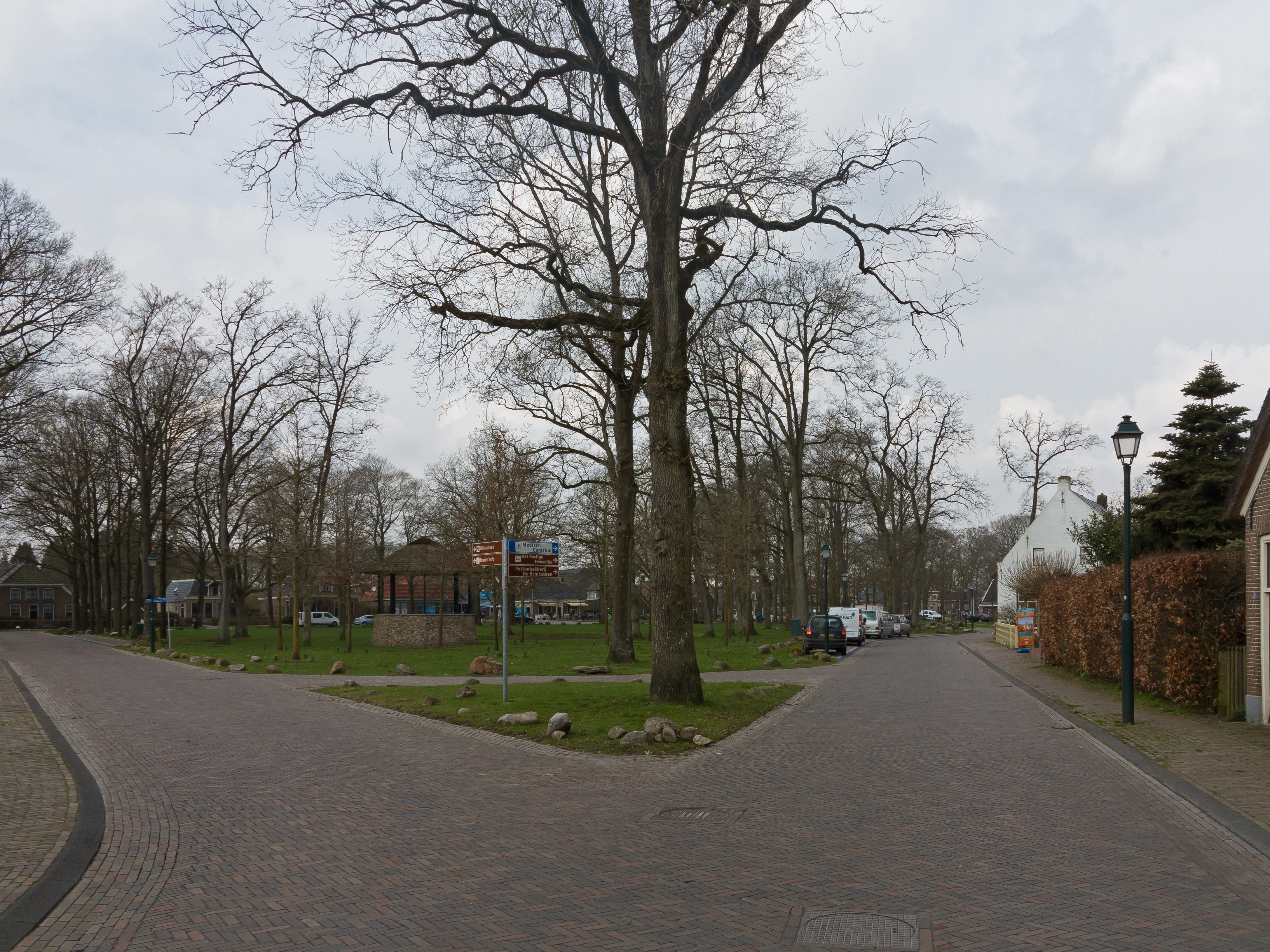
Straatzicht bij de Brink

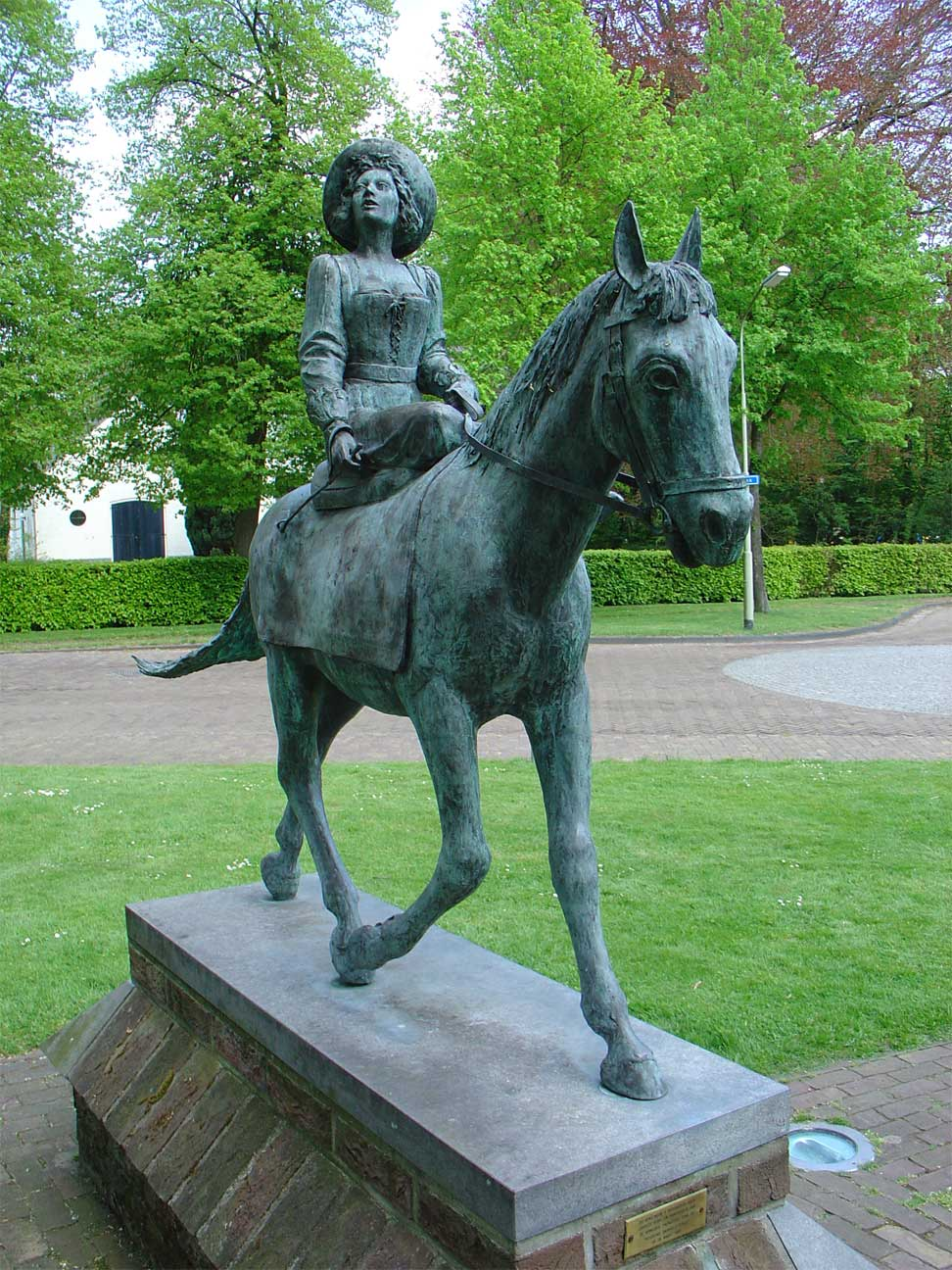
Standbeeld van de Juffer van Batinghe door Charles Henri de Vries

Dwingeloo (Drents: Dwingel) is een dorp in de gemeente Westerveld in de Nederlandse provincie Drenthe. Op 1 januari 2023 had het dorp 4.050 inwoners.
Het is gelegen ten noordwesten van Hoogeveen tussen Diever/Dieverbrug en Lhee/Lheebroek in. Tot de gemeentelijke herindeling van 1 januari 1998 was het een zelfstandige gemeente, waartoe ook de buurtschappen Westeinde, Eemster, Leggeloo, Lhee en Lheebroek en gedeeltes van Geeuwenbrug en Dieverbrug behoorden.
De grote groene brink in het centrum van het dorp is beschermd dorpsgezicht. Dwingeloo werd in september 2011 uitgeroepen tot 'groenste dorp van Europa'.

## Geschiedenis
De eerste vermelding van het dorp dateert van een akte uit 1181, afkomstig uit het archief van het klooster van Ruinen, dat de aankoop van een erf met een tiende land in Twingelo beschrijft. De naam komt uit het Oudsaksisch. De naam zou aldus enkele bronnen of afgeleid kunnen zijn van thingan (bedwingen) en lauha/loo (bos) of van thwangi (riem) of van dwing (rechtsdistrict). De eerste mogelijkheid verwijst dan naar een open plek in het bos. De tweede mogelijkheid verwijst naar een smalle stuk land begroeid met bos. De derde mogelijkheid verwijst naar een dwangbos.
Aanvankelijk was Lhee het grootste dorp in het schultambt, maar door de aanwezigheid van adel in Dwingeloo wordt dat in de 11e-12e eeuw langzaam de hoofdplaats. In de Franse tijd wordt het schultambt Dwingeloo omgevormd tot een gemeente, waarbij de buurtschappen Eemster en Leggeloo gevoegd worden, die voordien tot het schultambt Diever behoorden. De nieuwe gemeente heeft tot 1998 ongewijzigd bestaan.

## De Sint-Nicolaaskerk
De Sint-Nicolaaskerk dateert uit het begin van 15e eeuw ter vervanging van een eenbeukige kerk met een losstaande toren. De huidige torenspits werd, na het instorten van de vorige spits, in 1631 geplaatst op initiatief van Rutger van den Boetzelaer, bewoner van de havezate Batinge en drost van Drenthe. Bij de dorpsbrand van 1923 is een groot deel van het kerkinterieur in vlammen opgegaan. Portretten van Van den Boetzelaer en zijn derde vrouw Batina van Lohn bevinden zich in de kerk. De kapel bij de kerk is in particulier eigendom.

### De juffer van Batinge
Aan de bouw van de Sint-Nicolaaskerk in Dwingeloo is de sage verbonden van de juffer van Batinge. Deze juffer reed tijdens de bouw van de kerk elke dag voorbij, omdat ze een oogje zou hebben op de bouwmeester van de kerk. Deze bouwmeester was niet ongevoelig voor haar schoonheid en raakte dermate van de wijs, dat hij zijn werk niet meer naar behoren kon verrichten. Door ingrijpen van de drost van Drenthe en haar vader, de heer van Batinge, werd de juffer op reis gestuurd, maar niet voordat zij haar geliefde had verteld welke vorm de torenspits van de nieuwe kerk volgens haar moest krijgen. De bouwmeester wist daarop haar droombeeld te verwezenlijken. Dit is de reden voor de afwijkende bouwstijl. Na voltooiing van de kerk zouden beiden alsnog getrouwd zijn.

## Sint-Anthoniusgilde
Ieder jaar op 17 januari, de naamdag van de heilige Anthonius, komen in Hotel Wesseling aan de brink de twaalf broeders van het Sint-Anthoniusgilde bijeen. Het gilde was een liefdadigheidsinstelling, die pacht inde (deels in natura) bij de voornaamsten in het dorp en daarmee de hulpbehoevende inwoners ondersteunde. Tegenwoordig ondersteunt het gilde ook maatschappelijke projecten. Eén pacht in natura bestaat nog altijd: zo moet de bewoner van het vroegere schultehuis in het dorp Dwingeloo elk jaar op 17 januari zestien pakjes (acht pond) roomboter aan het gilde betalen.

## Omgeving
Ten zuiden van het dorp ligt het Nationaal Park Dwingelderveld, een groot bos- en heidegebied waar nog een schaapskudde aanwezig is. Hier bevindt zich ook een grote radiotelescoop en aan de rand van het gebied het voormalige Planetron. Meer gericht op het toerisme zijn bij dit gebied ook het bosbad en een aantal campings gevestigd.
Ten zuidwesten van Dwingeloo is het landgoed van huize Oldengaerde te vinden, een goed bewaarde Drentse havezate uit de vijftiende eeuw (verbouwd in 1717). Het lanen- en grachtenstelsel dateert eveneens uit die tijd. In de tuin achter de havezate is een 'Grand Canal' aanwezig, een smalle rechthoekige vijver.
Even ten westen van het dorp liggen de huisplaatsen van de havezaten Batinge (afgebroken in 1832) en Entinge (afgebroken in de 18e eeuw). De zeventiende-eeuwse grachten- en lanenstelsels zijn nog herkenbaar in het landschap. Aan de noordzijde van Dwingeloo staat de havezate Westrup. Van 1843 tot 2019 had het de functie van notariswoning. Het recht van havezate van Westrup is in 1783 verlegd naar een boerderij aan de overzijde van de straat (Entingheweg 8), waardoor Dwingeloo vijf havezaten heeft gekend.
Een karakteristiek pand aan de Brink is het schultehuis (Brink 12). Deze ambtswoning van de schulte (burgemeester) van Dwingeloo is gebouwd omstreeks 1675 in opdracht van Jan Coerts Prins.

## Evenementen
- Dwingelermarkt
- Drentse 8 van Dwingeloo
- Midzomerfestival
- Dorpsfeest
- Brinkdag op woensdagen in juli en augustus
- Sterrenfestival
- Volkorendag
- Oogstdag
- Keramiekmarkt

## Media
De weekkrant de Westervelder en de Meppeler Courant.

## Sport
- Voetbal: VV Dwingeloo.
- Rugby: Rugbyclub Dwingeloo.
- Volleybal: Wesseling Dok

## Fietsroute
- Y.J. Glas-Heide, Schaduwpaden in Dwingeloo; een moordroute naar "Schaduw op de heide" van Havank-Terpstra. Leeuwarden, Stichting Mateor, 1997.

## Diversen
Tussen ongeveer 1895 tot 1930 heeft onderwijzer en fotograaf Engelke Jan Boneschanscher (1858-1946) honderden foto's van Dwingeloo en omgeving gemaakt. Zijn werk wordt bewaard in het Drents Archief en is in 2006 in boekvorm verschenen.